# Іванівська сільська рада (Барвінківський район)
Іва́нівська сільська́ ра́да — адміністративно-територіальна одиниця та орган місцевого самоврядування в Барвінківському районі Харківської області. Адміністративний центр — село Іванівка.

## Загальні відомості
- Іванівська сільська рада утворена в 1932 році.
- Територія ради: 169,78 км²
- Населення ради: 1 937 осіб (станом на 2001 рік)

## Населені пункти
Сільській раді були підпорядковані населені пункти:
- с. Іванівка
- с. Велика Андріївка
- с. Високе
- с. Семиланне
- с. Ставкова Балка
- с. Червона Поляна
- с. Червоне

## Склад ради
Рада складалася з 14 депутатів та голови.
- Голова ради: Рибальченко Валентина Леонтіївна
- Секретар ради: Загнетко Інна Степанівна

### Керівний склад попередніх скликань
| Прізвище, ім'я, по батькові      | Основні відомості                                                         | Дата обрання | Дата звільнення |
| -------------------------------- | ------------------------------------------------------------------------- | ------------ | --------------- |
| Рибальченко Валентина Леонтіївна | Сільський голова, 1963 року народження, освіта вища, позапартійна         | 26.03.2006   | 31.10.2010      |
| Рибальченко Валентина Леонтіївна | Сільський голова, 1963 року народження, освіта вища, член Партії регіонів | 31.10.2010   |                 |

Примітка: таблиця складена за даними сайту Верховної Ради України

### Депутати
За результатами місцевих виборів 2010 року депутатами ради стали:

#### За суб'єктами висування
| Суб'єкт висування | Кількість обраних депутатів | %   |
| ----------------- | --------------------------- | --- |
| Партія регіонів   | 14                          | 100 |

#### За округами
| № округу        | Прізвище, ім'я, по батькові        | Дата визнання обраним | Освіта             | Партійна приналежність | Відомості про обраного депутата                   |
| --------------- | ---------------------------------- | --------------------- | ------------------ | ---------------------- | ------------------------------------------------- |
| Партія регіонів |                                    |                       |                    |                        |                                                   |
| 1               | Шостак Сергій Степанович           | 01.11.2010            | середня            | позапартійний          | ПОСП «Мрія», механізатор                          |
| 2               | Заєць Микола Олександрович         | 01.11.2010            | середня            | член Партії регіонів   | тимчасово не працює                               |
| 3               | Макогон Галина Анатоліївна         | 01.11.2010            | вища               | член Партії регіонів   | Червонополянська загальноосвітня школа, директор  |
| 4               | Шрамко Наталія Волдодимирівна      | 01.11.2010            | середня спеціальна | член Партії регіонів   | Іванівська АСМ, завідувачка                       |
| 5               | Загнетко Інна Степанівна           | 01.11.2010            | вища               | позапартійна           | Іванівська сільська рада, секретар                |
| 6               | Кітова Олена Миколаївна            | 01.11.2010            | середня спеціальна | позапартійна           | Іванівська загальноосвітня школа, вчитель         |
| 7               | Троян Світлана Миколаївна          | 01.11.2010            | вища               | член Партії регіонів   | Філія «Іванів ська» ДП АФ «Шахтар», обліковець    |
| 8               | Постащук Микола Миколайович        | 01.11.2010            | вища               | член Партії регіонів   | тимчасово не працює                               |
| 9               | Щолок Ігор Олександрович           | 01.11.2010            | середня спеціальна | член Партії регіонів   | Барвінківський КТМР, єгерь                        |
| 10              | Кудій Геннадій Вікторович          | 01.11.2010            | середня спеціальна | член Партії регіонів   | Філія "Іванівська ДП АФ «Шахтар», зав. майстернею |
| 11              | Главацька Оксана Володимирівна     | 01.11.2010            | середня спеціальна | член Партії регіонів   | ПОСП «Рубас», обліковець                          |
| 12              | Задніпровський Віталій Миколайович | 01.11.2010            | вища               | позапартійний          | тимчасово не працює                               |
| 13              | Нікіфоров Юрій Іванович            | 01.11.2010            | середня            | член Партії регіонів   | тимчасово не працює                               |
| 14              | Бармін Марія Сергіївна             | 01.11.2010            | середня спеціальна | позапартійна           | Барвіківська ветлікарня, ветлікар                 |